# Спортен комплекс Правец
Спортен комплекс „Правец“ е комплекс от спортни съоръжения в Правец.

## Стадион
Основна част от комплекса е официалният футболен терен. Той е затревен, има трибуни за 1500 зрители. В комплекса има също затревен помощен футболен терен и терен с изкуствена настилка.

## Тенис-кортове
двата тенис-корта са със стандартни размери, настилка „Грийн сет“, самостоятелни сервизни помещения с отделни входове, електрическо осветление и 240 места за зрители.

## Други съоръжения
Спортен комплекс „Правец“ има 2 спортни площадки за баскетбол на открито. В комплекса има лекоатлетическа писта, която е открита от Сергей Бубка на 1 декември 2011 г. Комплексът разполага с търговски обекти, възстановителен център, сауна, джакузи, парна баня, тангентор, солариум и фитнес-зала.
Многофункционалната зала в Спортен комплекс „Правец“ е с капацитет 500 места и е подходяща както за баскетбол и волейбол, така и за тренировки и състезания по тенис на маса, борба, таекуон до, художествена гимнастика, аеробика и други. Там провеждат тренировки професионален баскетболен клуб „Лукойл Академик“.
Реконструкция и модернизация на Спортен комплекс „Правец“ е приключила през март 2002 г.